# Hydrophorus ponojensis
Hydrophorus ponojensis är en tvåvingeart som beskrevs av Frey 1915. Hydrophorus ponojensis ingår i släktet Hydrophorus och familjen styltflugor. Inga underarter finns listade i Catalogue of Life.